# Barnard Hughes
Bernard Aloysius Kiernan "Barnard" Hughes (ur. 16 lipca 1915,  w Bedford Hills, zm. 11 lipca 2006 w Nowym Jorku) – amerykański aktor filmowy i teatralny.

## Życiorys
Uczęszczał do Manhattan College w Nowym Jorku. Pracował m.in. jako robotnik portowy i sprzedawca. Karierę aktorską rozpoczął od występów na Broadwayu. Miał na koncie ponad 400 ról teatralnych, w tym wyróżnioną nagrodą Tony dla najlepszego aktora broadwayowskiego (1978) kreację tytułową w Da Hugh Leonarda. Odtwarzał także postać Poloniusza w Hamlecie w reżyserii Stacy Keacha na nowojorskim festiwalu szekspirowskim.
Z ról filmowych Hughesa można wymienić Nocny kowboj (Midnight Cowboy, 1969), The Hospital (1971), Oh, God! (1977), First Monday in October (1981), Tron (1982), Straceni chłopcy (The Lost Boys, 1987), Doc Hollywood (1991), Zakonnica w przebraniu 2: Powrót do habitu (Sister Act 2, 1994). Grał u boku znanych aktorów, m.in. Richarda Burtona, George'a C. Scotta, Aleca Baldwina, Jona Voighta, Michaela J. Foxa, Lauren Bacall, Lillian Gish, Whoopi Goldberg, Vanessy Redgrave. 
Był żonaty z aktorką Helen Stenborg (od 1950). Mieli dwoje dzieci.
Hughes występował także w licznych produkcjach telewizyjnych. Grał m.in. w serialach Naked City, Secret Storm, Blossom and Homicide: Life on the Street, All in the Family, Lou Grant (nagroda Emmy), Guiding Light, As The World Turns. Odtwarzał też główne postacie w trzech sitcomach, które jednak nie zyskały większej popularności (Doc, Mr. Merlin, The Cavanaughs).